# Die Langheimer
Die Langheimer sind eine deutsche Künstlergruppe aus Düsseldorf.

## Geschichte
Im Jahr 1982 gründeten Robert Hartmann, Werner Reuber, Ulrike Zilly und Nils Kristiansen die Künstlergruppe „Die Langheimer“. Benannt ist die Gruppe nach dem ehemaligen Zisterzienserkloster Klosterlangheim in Oberfranken, wo sie gegründet wurde. Kristiansen verließ die Gruppe im Jahr 1985. Die Langheimer produzieren gemeinsam Kunstwerke, Aktionen, Ausstellungen, Künstlerbücher und Filme. Ihre figurative Kunst (Malerei, Druckgraphik, Zeichnung) ist gekennzeichnet durch Ironie und anarchische Komik.

## Gruppenausstellungen
- 1982 – „Das Niveau braucht keinen Euter“, Kunstverein Euskirchen
  - „Das Bild der Abschreckung“, Kunsthalle Düsseldorf
- 1983 – „Ohne Kampf kein Sieg“, Galerie Fuchs – Schloß Hardenberg
- 1984 – „Langheimer Erscheinung - Die Hüterinnen des Erbstromes“, Galerie Magers, Bonn
- 1985 – „Sterne am Rheinischen Firmament“, Galerie Grüner, Köln
  - „40 Träume“, Atelier Schloß Benrath, Düsseldorf
  - „Riesensieg und Abulvenz (mit Fritz Schwegler)“, Galerie Niepel, Düsseldorf
- 1986 – „Die Langheimer neu: Sachlich - Stählern - Romantisch“, Galerie Krings-Ernst, Köln
- 1987 – „Die Haftpflicht des Sehers“, Galerie Schübbe, Düsseldorf
  - „Werner hat sein Pulver verschossen“, Galerie Olaf Zimmermann, Köln
- 1988 – „Die Logik der Dummheit“ mit Bazon Brock, Kunstverein Dortmund
- 1989 – „Der Königsee: Probleme der Elite“, Kunstverein Siegen
  - „Das Waisenhaus der Kunst“, Neuer Aachener Kunstverein
- 1990 – „DDR - Deutsche Demokratische Revolution“, Kunsthalle Düsseldorf (Beteiligung)
- 1991 – „Das Rote Ei“, Galerie Epikur, Wuppertal
- 1993 – „Ich bin der Weit abhanden gekommen. Über Konzentrationslager nach 1945“, Deutsches Historisches Museum, Berlin
- 1994 – „Von Kollwitz bis Kluge“, Spendhaus Reutlingen (Beteiligung)
  - „Die Untiefen des Glücks. Tarot-Tarock-Torocchi, Gedankenspiele“, Stadtmuseum Ratingen
  - „Schlafende Hunde. Über Konzentrationslager nach 1945“, Museum Bochum und Galerie Epikur, Wuppertal
- 1995 – „Langheimer Prunkgeschirr“, BauHausFischer, Wuppertal
- 1996 – „Von der unbefleckten Erkenntnis. Erotische Charakteranalyse“, BIS Mönchengladbach (Altes Museum)
  - „Brock, wo ist dein Stachel, Tod, wo ist dein Sieg?“, Schauspielhaus Wuppertal
  - „Zeit der Unschuld - Singen nach dem Kriege, Fahrtenlieder“, Kunstverein Radolfzell
- 1997 – „Neonazarener in der Toskana“, Galerie Klein, Mutscheid-Bad Münstereifel
  - „Auf den Hund gekommen - von Menschen und Tieren“, Kunsthalle Recklinghausen
  - „Lauter Lust wohin das Auge gafft. Das Langheimer Prunkgeschirr“, Museum Ratingen
  - „Die Welt ist schön. Das Langheimer Prunkgeschirr“, Galerie Mautsch, Köln
  - „Beggar's Banquet - Fürsten in Lumpen und Locken“, Kunstraum Düsseldorf
- 1998 – „Befreiung der Vernunft“, Künstlerwitze von Künstlern. Lesung und Ausstellung, Galerie Klein, Mutscheid-Bad Münstereifel
- 1999 – „Reißt Dich der Föhnwind über Deine Grenze - 14 Nothelfer“, Galerie Kunst im Gang, Bamberg
  - „We have the Francis Bacon word and second sight“, Künstlerverein Malkasten
  - „Die Macht des Alters“ – Akademisches Aktzeichnen, Bundeskunsthalle Bonn
- 2000 – „Einsame Meister - Die Langheimer kopieren Meisterwerke der Moderne“, Städt. Museum Leverkusen/Schloß Morsbroich
  - „Weltläufer“, Grevenbroich, Haus Hartmann am Alten Schloß und Versandhalle Stadtparkinsel
  - „Von Angesicht zu Angesicht. Mimik - Gebärden - Emotionen“, Städt. Museum Leverkusen Schloß Morsbroich (Beteiligung)
- 2001 – „In Holz geschnitten“, Museum Bochum (Beteiligung)
  - „So will es die Natur. Das Bamberger Prunkgeschirr“, Sammlung Ludwig Bamberg (Altes Rathaus, Obere Brücke)
- 2004 – „Hohe Tannen - Wilde Bestien“, Galerie Klein, Mutscheid/Bad Münstereifel
  - „Blauer Reiter“, Galerie Kunst im Gang, Bamberg
- 2005 – Uhrenturm der Harry-Schmitz-Gesellschaft: „Zeitkisten“
- 2007 – „Einsame Meister - Teil II: Die Langheimer kopieren den Sonnenauf- und den Sonnenuntergang der Moderne“, Kaiser Wilhelm Museum, Krefeld